# Rhaphium mediocre
Rhaphium mediocre är en tvåvingeart som först beskrevs av Becker 1922.  Rhaphium mediocre ingår i släktet Rhaphium och familjen styltflugor. Inga underarter finns listade i Catalogue of Life.